# Cifrario polialfabetico
In crittografia, un cifrario a sostituzione polialfabetica fa uso di un numero più o meno grande di alfabeti per sostituire le lettere del messaggio, usando un determinato ordine che costituisce la chiave. Esempio di cifrario polialfabetico è il cifrario di Vigenère. Si contrappone ai cifrari a sostituzione di tipo monoalfabetico quale ad esempio il cifrario di Cesare.

## Esempio
Dati i seguenti alfabeti di cifratura:
| Alfabeto chiaro | A B C D E F G H I J K L M N O P Q R S T U V W X Y Z |
| Alfabeto 'Z'    | Z Y X W V U T S R Q P O N M L K J I H G F E D C B A |
| Alfabeto 'N'    | N M L K J I H G F E D C B A Z Y X W V U T S R Q P O |

e scelta la chiave di cifratura "ZN" per cifrare il messaggio "L'incontro è alle sette", si procede alla sostituzione di ciascuna lettera con quella dell'alfabeto corrispondente secondo la chiave, dopo aver ripetuto quest'ultima fino alla fine del messaggio:
| Chiave        | Z N Z N Z N Z N Z N Z N Z N Z N Z N Z |
| Testo chiaro  | L I N C O N T R O E A L L E S E T T E |
| Testo cifrato | O F M L L A G W L J Z C O J H J G U V |

La resistenza alla crittanalisi dei cifrari polialfabetici, e in particolare all'analisi delle frequenze, è legata al numero di alfabeti distinti utilizzati, cioè al numero {\displaystyle n} che identifica la lunghezza della chiave, e alla sua casualità.